# Miroslav Ferić (nogometaš)
Miroslav Ferić (Split, 4. travnja 1944. – Split, 4. svibnja 2017.) bio je hrvatski nogometaš. 
Nastupao je u redovima RNK Splita i Hajduka. U sezoni 1960/61 s nepunih 17 godnina, nastupio je u prvoj momčadi. U toj sezoni je igrao samo 1 put. Prijelaskom u Hajduk 1963. ostvaruje sjajnu karijeru. Pamti se njegov gol u finalu Kupa 1967. u Splitu. Na toj utakmici Hajduka protiv Sarajeva, rezultatom 2:1 splitski Bijeli su prvi put osvojili Kup maršala Tita.
Statistika u Hajduku
| Natjecanje        | Nastupi | Zgoditci |
| ----------------- | ------- | -------- |
| Prvenstvo         | 131     | 14       |
| Kup               | 17      | 11       |
| Superkup          | 0       | 0        |
| Međunarodne       | 6       | 1        |
| Splitski podsavez | 0       | 0        |
| Ukupno            | 154     | 26       |
| Prijateljske      | 161     | 34       |
| Sveukupno         | 315     | 60       |

## Vanjske poveznice
- Sportske novosti